# Viadotto San Lorenzo
Il viadotto San Lorenzo è un viadotto autostradale italiano, sito lungo l'autostrada A10 (strada europea E80), nel territorio comunale di San Lorenzo al Mare al confine con Civezza e Costarainera.
Esso valica a grande altezza la valle del torrente San Lorenzo.

## Storia
Il viadotto, commissionato dalla società Autostrada dei Fiori S.p.A., fu progettato dall'ingegnere Silvano Zorzi e costruito dall'impresa Di Penta. I lavori ebbero inizio nel 1967 e si conclusero nel 1969.

## Caratteristiche
Si tratta di un viadotto di 805,20 m di lunghezza, in calcestruzzo armato, a 15 campate di luce variabile. Di queste, le 6 campate maggiori hanno luce di 82 m e sono gettate a sbalzo a partire dalle pile centrali con il sistema autoportante Dywidag; le campate minori sono invece costituite da travi precompresse sistema BBRV, semplicemente appoggiate sulle pile.
L'impalcato, unico per entrambe le carreggiate, ha una larghezza di 19,28 m. L'altezza massima del viadotto è di circa 70 m.
Il viadotto San Lorenzo ha caratteristiche costruttive identiche a quelle dei vicini viadotti Borghetto e Sasso, i quali tuttavia hanno lunghezza inferiore.